# 陽勝站
陽勝站（韓語：양승역）是朝鮮民主主義人民共和國咸鏡南道德城郡陽勝里的一個鐵路車站，属于德城線。

## 邻近车站
德城線
主義洞站 - 陽勝站 - 島坪站